# Forgotten Weapons
Ian McCollum (* 1984) ist Webvideoproduzent von Forgotten Weapons (vergessene Waffen), gegründet 2011. Der Name des Videokanals bezieht sich auf die Beschreibung seltener Waffen, die er in der Anfangszeit von privaten Sammlern und von Auktionshäusern in den USA zur Ansicht bekommen hat. Auf der dazugehörigen Webpräsenz weist er zusätzliches Material aus. Als Experte für historische Feuerwaffen konnte er in Zeitschriften publizieren, ist erfolgreicher Buchautor mit eigenem Verlag (Headstamp) geworden, und betätigt sich in angrenzenden Themengebieten.

## Tätigkeit
Ian McCollum hat einen Abschluss in Maschinenbautechnik (Mechanical Engineering Technology) der Purdue University. Er arbeitete als Maschinist bei einem Waffenhersteller und als Barkeeper, bevor er für einen Videowettbewerb (GetRichSlowly) ein erstes Video für Youtube aufnahm. Das Material und weiteres über Hausbau wurde dann ab Juni 2011 auf einem eigenen Youtube-Kanal (Indep Spirit) veröffentlicht.
Zu einem weiteren Interessengebiet, merkwürdige und seltene Feuerwaffen, registrierte er 2010 die Webpräsenz ForgottenWeapons.com, und begann im September 2011 einen weiteren Youtube-Kanal ForgottenWeapons zu gründen. Die Youtube-Videos waren ursprünglich nur dazu gedacht, in Artikeln auf der Webpräsenz eingebunden zu werden, um etwa die Waffenmechanik nicht nur zu beschreiben, sondern auch zu zeigen. Buchstäblich auf der heimischen Couch interviewte er dann Fachleute, präsentierte Fachbücher, zeigte und zerlegte historische Waffen, und konnte einige auch auf dem angrenzenden Schießstand testen. In den Anfangsjahren bekam er für die Buchrezensionen von Amazon etwas Geld. Es war dann seine Frau, die ihm anbot ganztägig als Medienschaffender zu arbeiten.
Ab 2013 konnte er mit dem Auktionshaus "Rock Island Auction" zusammenarbeiten und deutlich mehr Inhalte produzieren, womit auch die Reichweite anstieg. 2014 kam "James Julia Auctions" hinzu, womit er täglich Inhalte veröffentlichen konnte. Im Juni 2014 bekam er über eine Crowdfunding-Kampagne auf IndieGogo eine neue Studioausrüstung, einschließlich einer Hochgeschwindigkeitskamera, was die Qualität der Beiträge deutlich erhöhte. 2014 wurde ForgottenWeapons auch als Marke und Logo eingetragen. Ab 2015 schrieb er eine wöchentlich Kolumne über ungewöhnliche Feuerwaffen für Popular Mechanics des Hearst-Verlages.
2018 gründete er mit zwei Partnern, N.R. Jenzen-Jones von Armament Research Services und James Rupley, einen eigenen Verlag Headstamp Publishing. Um ein erstes Buch schreiben zu können, organisierte er über Kickstarter eine Crowdfunding-Kampagne, die über 800.000 Dollar einbrachte. Das Buch "Chassepot to FAMAS: French Military Rifles, 1866 – 2016" beschreibt dabei die Entwicklung der französischen Militärgewehre. Die Crowdfunding-Kampagne über Kickstarter für das zweite Buch "Pistols of the Warlords: Chinese Domestic Handguns, 1911 – 1949" brachte über 1,5 Millionen Dollar ein. Anschließend begann eine Buchserie über Feuerwaffen im Zweiten Weltkrieg, beginnend 2023 mit den USA und 2024 mit der Sowjetunion, gefolgt 2025 von Feuerwaffen der NATO im Kalten Krieg.
Der Kanal positioniert sich nicht politisch. In einem Forbes-Interview 2020 wird ausgewiesen, dass die Videos nur zu 45 % in den USA gesehen werden, und mit dem Fokus auf Militärgeschichte nicht ausschließlich Waffenenthusiasten anspricht.